# Christian Nielsen (velejador dinamarquês)
Christian Søren Nielsen (7 de abril de 1873 – 7 de novembro de 1952) foi um velejador dinamarquês que competiu nos Jogos Olímpicos de Verão de 1924.
Em 1924, ganhou a medalha de prata como tripulante do barco dinamarquês Bonzo na prova da classe 6 metros.